# Saint-Vincent, Pyrénées-Atlantiques
 Saint-Vincent là một xã thuộc tỉnh Pyrénées-Atlantiques trong vùng Nouvelle-Aquitaine miền tây nam nước Pháp.